# Fridolin Leiber

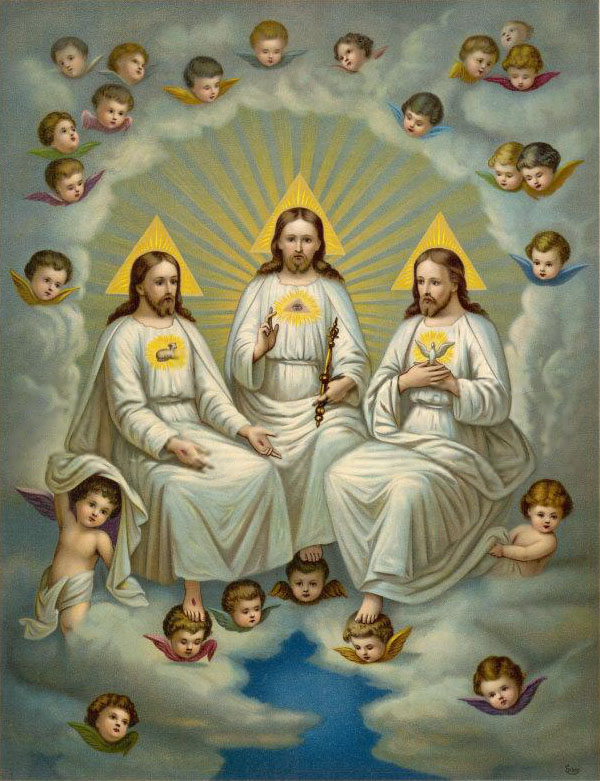
Obraz Fridolina Leibera - Trójca Przenajświętsza

Fridolin Leiber (ur. 4 marca 1843 w Niedereschachu, zm. 4 kwietnia 1912 we Frankfurcie nad Menem) – niemiecki malarz oraz twórca popularnych reprodukcji, głównie o tematyce sakralnej.

## Życiorys
Fridolin Leiber urodził się w 1843 r. w Niedereschachu. Jego ojcem był rolnik Thomas Leiber, a matką Helene z domu Rieger. Miał także dwoje rodzeństwa - brata Andreasa, urodzonego w 1841 r. i siostrę Margarete, urodzoną w 1840 r. Leiber był żonaty z Albertine, z domu Bob, która najprawdopodobniej również pochodziła z Niedereschachu. 
Razem z żoną i synem Alfredem, który urodził się w Villingen, przeniósł się do Frankfurtu, gdzie miał własne studio przy Kettenhof 4. W 1881 roku jeden z wiodących niemieckich producentów popularnych grafik i drukowaniem reprodukcji Eduard Gustav May zamieścił we frankfurckim piśmie Freie Kunstle ogłoszenie o poszukiwaniu pracownika. W 1882 r. Leiber został zatrudniony na stanowisko kierownika studia litograficznego i malarza. Stał się znanym i poszukiwanym malarzem, którego prace wisiały w wielu  domach na całym świecie. Jego obrazy przedstawiające Anioła Stróża z dziećmi wisiały w wielu pokojach dziecięcych i nadal są popularne. 

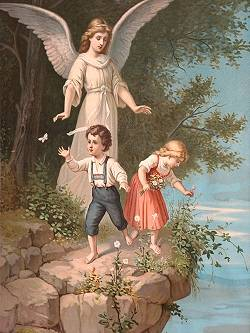
Fridolin Leiber - Anioł Stróż

W latach 1900–1940 popularnością cieszyły się także sceny z życia kobiet i mężczyzn ujęte w dziesięć etapów, wizerunki świętych, Najświętsze Serce Maryi, Maryja Dziewica, Trójca Przenajświętsza. Wiele dzieł Leibera jest nadal przedmiotem handlu na rynku sztuki, niektóre znajdują się w znanych galeriach, m.in. w Germanisches Nationalmuseum w Norymberdze i w Lebens-Spuren Heimatmuseum w Niedereschachu.
Leiber tworzył wersje różnych motywów w imieniu wydawcy, który miał prawo do ich reprodukcji i sprzedaży. Litografia umożliwia wykonanie do 50 wydruków, dlatego często zmieniano wersje tego samego obrazu. Nie wszystkie prace Leibera były podpisane. Jest także autorem kilku krajobrazów i scenek rodzajowych. Pozostał lojalny wobec firmy EG May, dla której pracował do śmierci.  
Badaczem życia i twórczości malarza jest Hans Otto Wagner dyrektor muzeum Lebens-Spuren Heimatmuseum w Niedereschachu, w dzielnicy Ortsteil Fischbach. Dzięki jego badaniom udało się ustalić wiele faktów z życia Leibera w tym poprawną datę jego urodzenia. Przez wiele lat uważano, że artysta urodził się w 1853 r. i dopiero Wagner potwierdził, że faktycznie urodził się dziesięć lat wcześniej w 1843 r.

## Galeria

Obrazy Fridolina Leibera
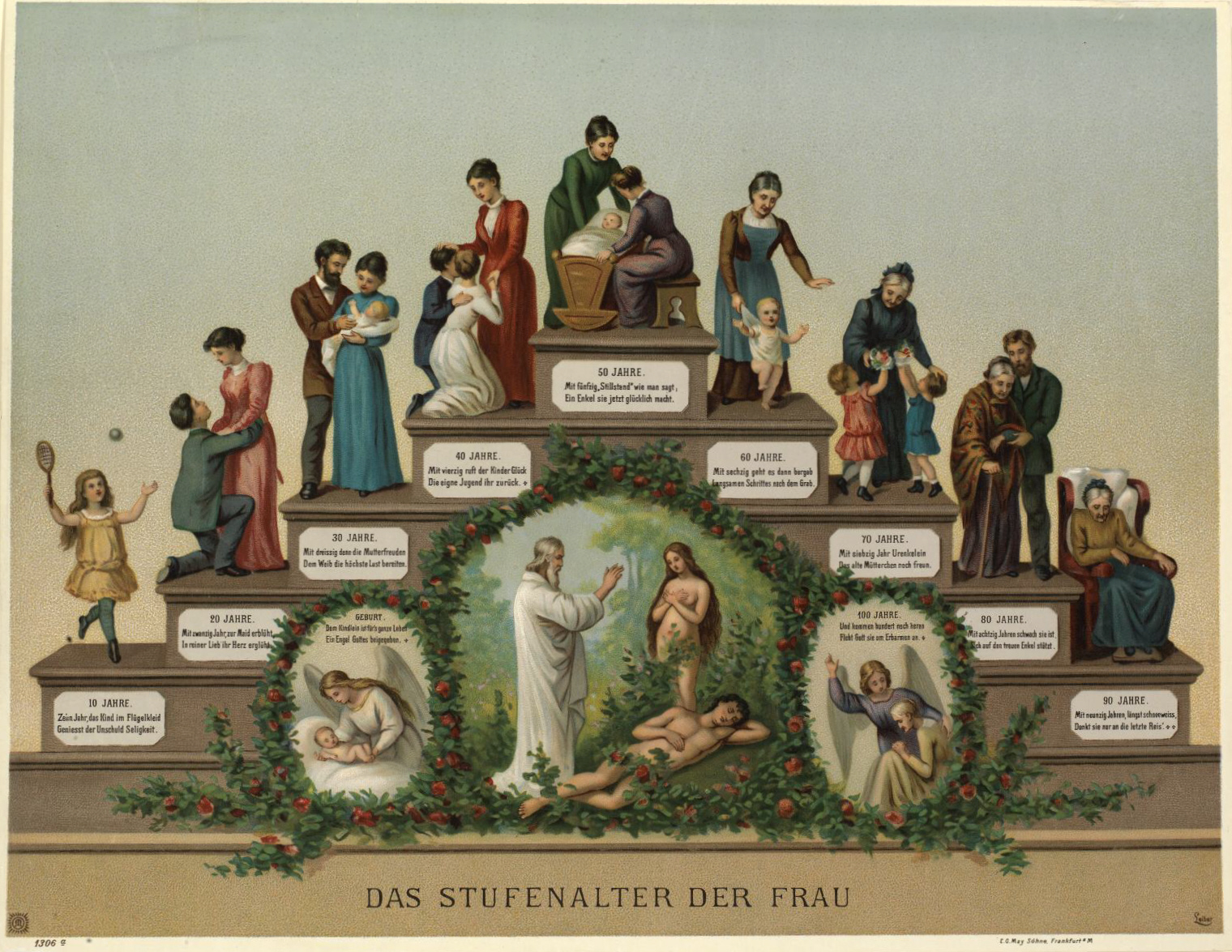
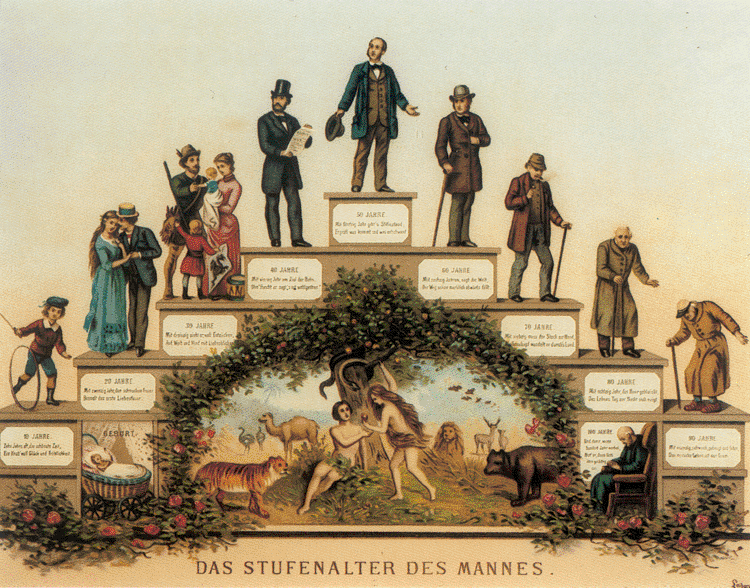
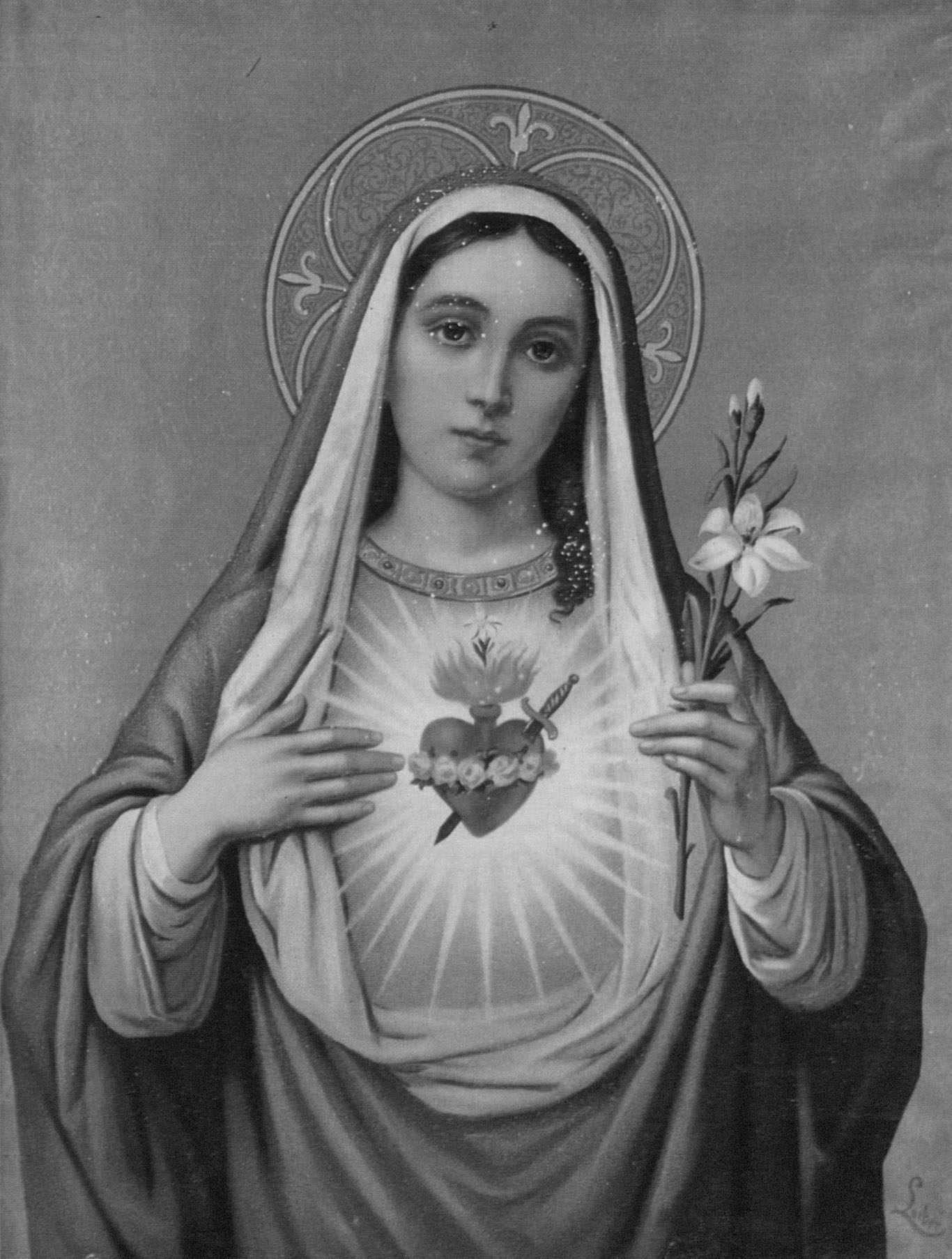
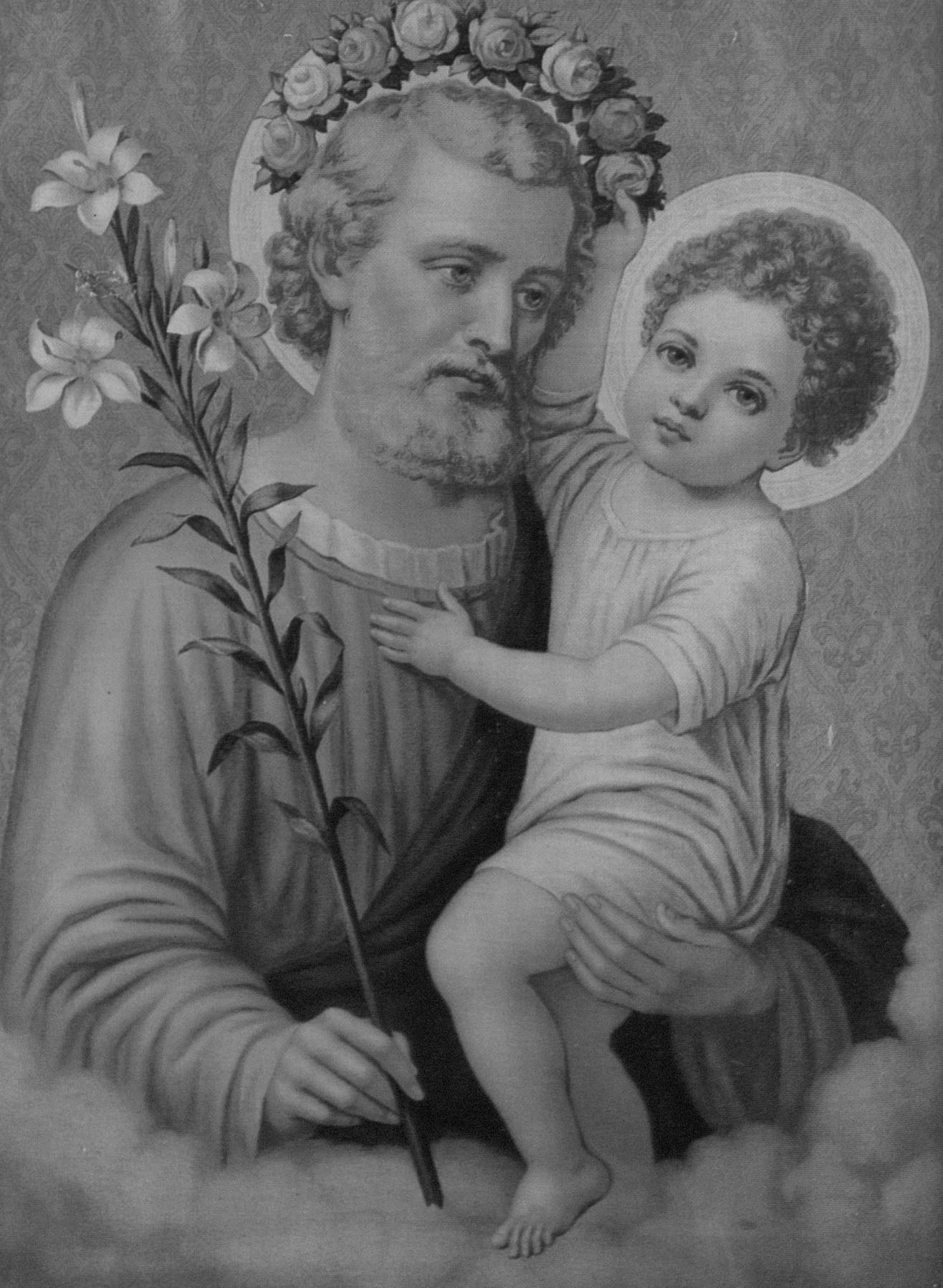
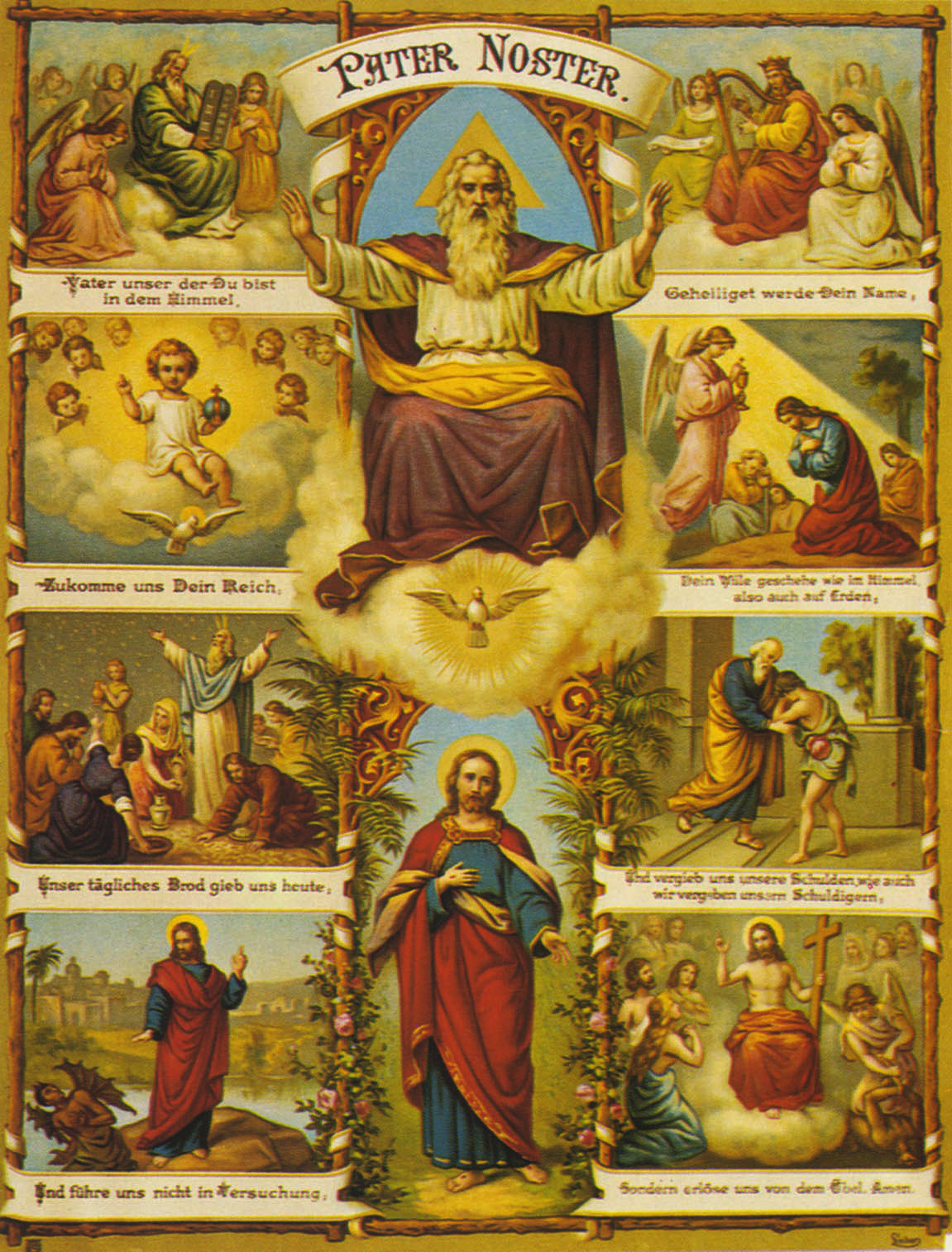
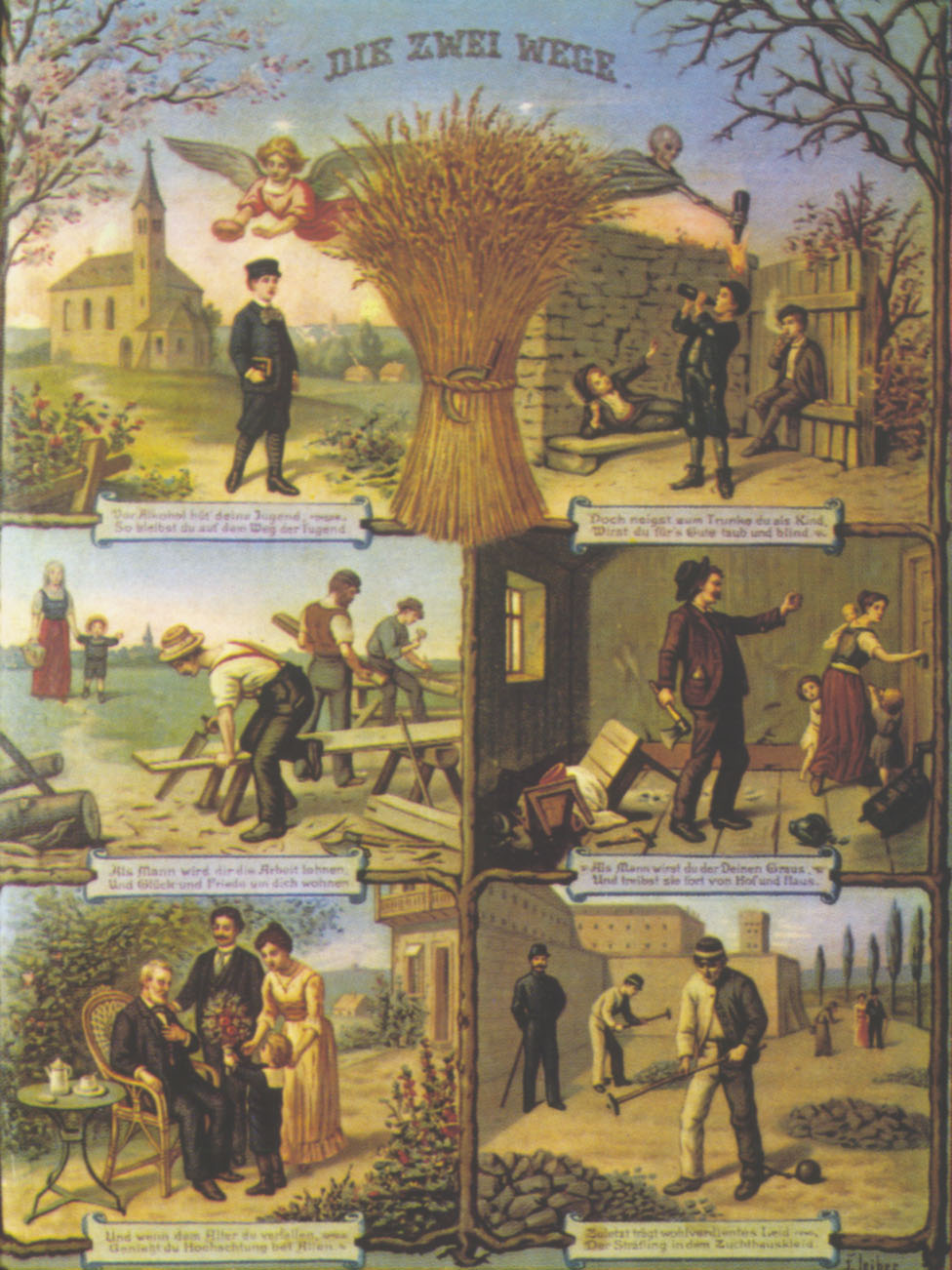
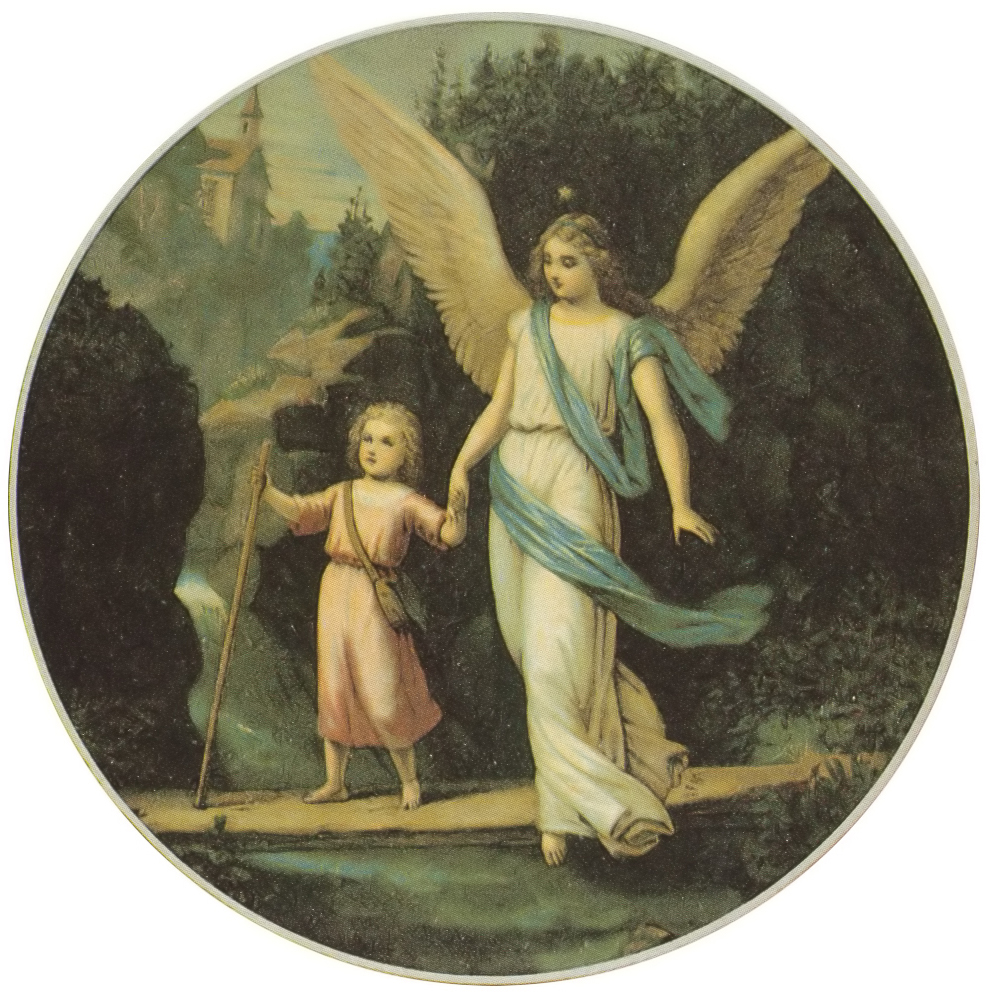
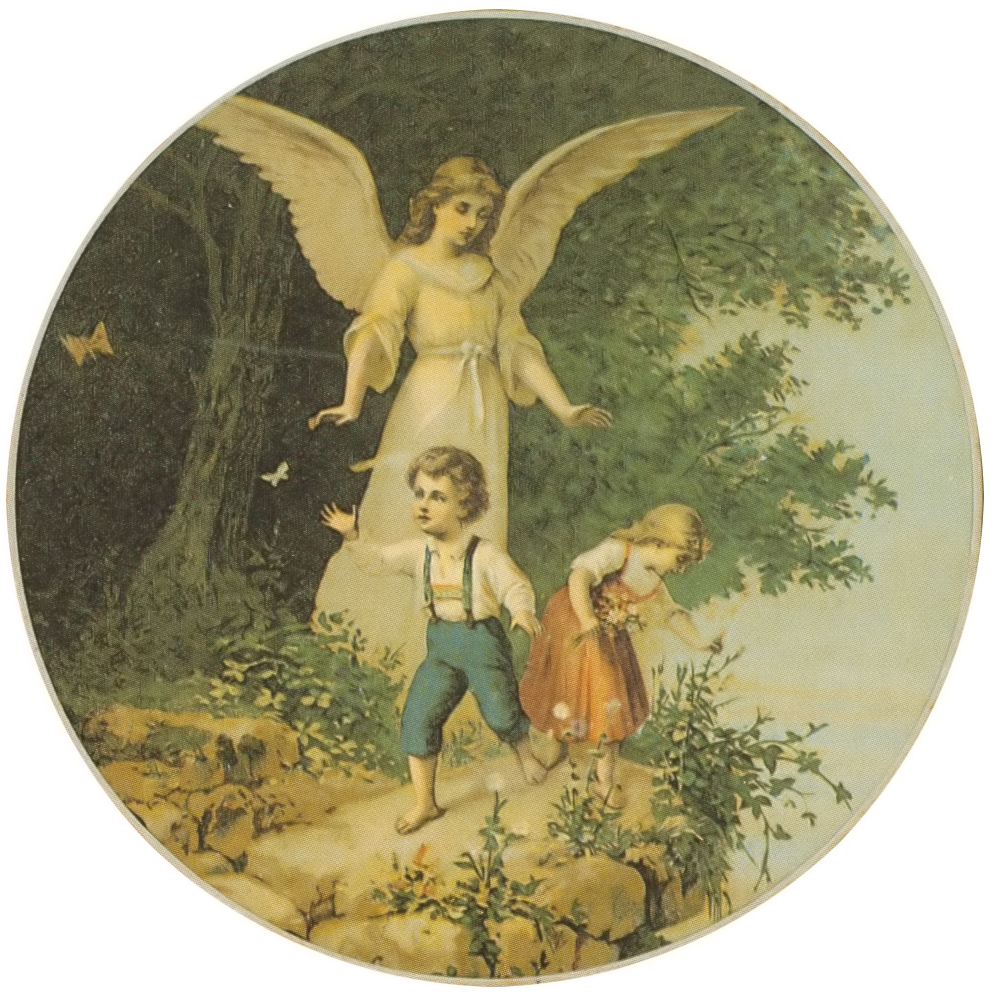
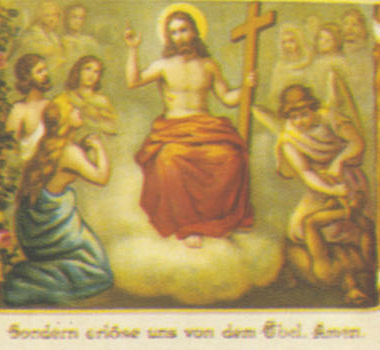
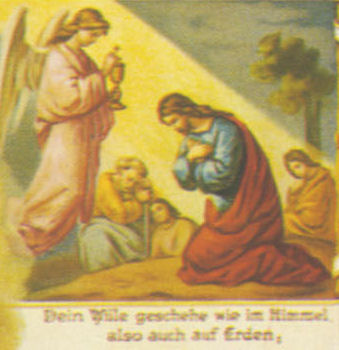